# Montagu-eiland
Montagu-eiland is het grootste eiland van de Zuidelijke Sandwicheilanden
Het eiland is ontdekt in 1775 door James Cook en door hem genoemd naar John Montagu, de vierde Earl van Sandwich.
Het verlaten en onbewoonde eiland meet 12 bij 10 km en is voor 90% permanent bedekt met ijs. De actieve stratovulkaan Mount Belinda rijst op tot een hoogte van 1370 meter boven zeeniveau.